# نيبويشا غافريك
نيبويشا غافريك هو لاعب كرة قدم صربي في مركز الوسط، ولد في 27 أغسطس 1991 في زرنجانین في صربيا. لعب مع ملادوست لوتشاني.

## وصلات خارجية
- نيبويشا غافريك على موقع قاعدة بيانات كرة القدم.إي يو (الإنجليزية)
- نيبويشا غافريك على موقع Soccerbase.com (لاعب) (الإنجليزية)
- نيبويشا غافريك على موقع Soccerway.com (الإنجليزية)